# My December
My December (Mi Diciembre) es el tercer álbum de la cantante estadounidense Kelly Clarkson, que fue lanzado el 26 de junio de 2007 en Estados Unidos y Canadá, el 25 de junio de 2007 en Reino Unido, y el 22 de junio en México. Según Nielsen SoundScan, hasta marzo de 2013, el álbum vendió 837 000 copias en los Estados Unidos. La estadounidense dijo en una entrevista que escribió y coescribió todas las canciones del álbum. 

## Reacción de críticos y fanes
Muchas respuestas hay en My December por críticos. Noticias Fox dijo que ninguna de las canciones de este álbum tienen el mismo ritmo que Breakaway. Tenían opiniones negativas en las canciones, como Maybe y Can I Have a Kiss, que es una de las favoritas de todos los fanes de Clarkson. Según la página, dicen que el álbum iba a tener ventas rápidas en sus primeras semanas, pero que no iba a ser un éxito.
Los fanes de Clarkson la defendieron diciendo que ella puso su corazón y alma en My December, que los críticos y productores de RCA, incluyendo Clive Davis, estaban siendo exigentes con Clarkson debido a que no siguió con el ritmo de su disco multiplatino "Breakaway", y quiso tener en sus manos My December, y enseñarle a todos que no solo es una cantante, sino una artista y escritora. En junio de 2007, Clarkson despidió a su mánager Jeff Kwatinetz por el desacuerdo de las canciones del álbum.
A pesar de toda la controversia que rodeaba My December, el álbum ha recibido buenas críticas. Slant Magazine escribió: ¿A quien le importan los hits, o las ideas- cuando todas las canciones están excelentes?-. Blender Magazine describió a My December como el mejor álbum de Clarkson. Los Angeles Time escribió: "Un gran álbum de rock para una gran cantante que expresa sus sentimientos". En los Estados Unidos, el 26 de junio de 2007, el día del lanzamiento de My December, los fanes compraron el álbum a media noche, cosa que también paso en algunos países.

## Sencillos
- Never Again

Never Again fue el sencillo líder del álbum. Fue puesto en libertad el 13 de abril de 2007. La letra está compuesta por la misma Clarkson y Jimmy Messer. El video musical fue dirigido por Joseph Kahn y fue lanzado el 1 de mayo de 2007 por la cadena de televisión TRL.
- Sober

Sober se lanzó como el segundo sencillo del álbum (excepto en Australia y Europa) siendo puesto en libertad el 23 de septiembre de 2007 en su edición para radio y días después, fue puesto en venta en tiendas digitales en su versión álbum. A pesar de que la canción llegó al número uno en las listas de Filipinas, no tuvo gran éxito en Estados Unidos, ya que debutó en la posición #110 en el Billboard Hot 100 y la siguiente semana cayó a la posición #121. Debido a esto, no se rodó ningún tipo de video musical para este sencillo.
Esta canción fue utilizada en el episodio 133 de le séptima temporada de la serie Smallville.
- One Minute

One Minute fue puesto en libertad el 24 de septiembre como el segundo sencillo para Australia y tercero mundialmente. Entró a los ARIA Chart en la posición #41 y la segunda semana subió 5 posiciones hasta el número #36. Tampoco se grabó un videoclip para este sencillo.
- Don't Waste Your Time

Don't Waste Your Time se lanzó como segundo sencillo en Europa, tercero en Australia y cuarto y último sencillo para el resto del mundo. Fue lanzado el 16 de noviembre de 2007. El video musical fue dirigido por Roman White y Randy Brewer y fue lanzado vía internet en el sitio "White's" el 5 de octubre de 2007. Ingresó solamente en listas australianas en la posición #93. Debido a su poca promoción y bajo éxito, no se lanzó un quinto sencillo.

## Listado de canciones
- Todas las canciones fueron producidas por David Kahne. Todas las canciones fueron coproducidas por Jason Halbert y Jimmy Messer.

| N.º | Título                                   | Escritor(es)                                                | Duración |  |
| 1.  | «Never Again»                            | Kelly Clarkson • Jimmy Messer                               | 3:37     |  |
| 2.  | «One Minute»                             | Clarkson • Kara DioGuardi • Chantal Kreviazuk • Raine Maida | 3:05     |  |
| 3.  | «Hole»                                   | Clarkson • Messer • Dwight Baker                            | 3:02     |  |
| 4.  | «Sober»                                  | Clarkson • Messer • Aben Eubanks • Calamity McEntire        | 4:52     |  |
| 5.  | «Don't Waste Your Time»                  | Clarkson • Messer • Malcolm Pardon • Fredrik Rinman         | 3:36     |  |
| 6.  | «Judas»                                  | Clarkson • Messer • Baker                                   | 3:37     |  |
| 7.  | «Haunted»                                | Clarkson • Halbert • Messer                                 | 3:19     |  |
| 8.  | «Be Still»                               | Clarkson • Eubanks                                          | 3:25     |  |
| 9.  | «Maybe»                                  | Clarkson • Eubanks • Messer                                 | 4:23     |  |
| 10. | «How I Feel»                             | Clarkson • Messer • Baker                                   | 3:41     |  |
| 11. | «Yeah»                                   | Clarkson • Messer • Pardon • Rinman                         | 2:43     |  |
| 12. | «Can I Have a Kiss»                      | Clarkson • Messer • Baker                                   | 3:32     |  |
| 13. | «Irvine» (incluye hidden track "Chivas") | Clarkson • Eubanks                                          | 8:47     |  |

- Edición de lujo (bonus tracks)

| iTunes Store bonus tracks |                                       |                           |          |  |
| N.º                       | Título                                | Escritor(es)              | Duración |  |
| 14.                       | «Dirty Little Secret»                 | Clarkson • Messer         | 3:34     |  |
| 15.                       | «Never Again» (Dave Audé Radio Remix) | Clarkson • Messer         | 4:11     |  |
| 16.                       | «Never Again» (Dave Audé Club Mix)    | Clarkson • Messer         | 7:55     |  |
| 17.                       | «Not Today»                           | Clarkson • Messer • Kahne | 3:30     |  |

- Edición japonesa (bonus track)

| Japanese edition |          |                                    |          |  |
| N.º              | Título   | Escritor(es)                       | Duración |  |
| 13.              | «Irvine» | Clarkson • Eubanks                 | 4:15     |  |
| 14.              | «Chivas» | Clarkson • Messer                  | 3:30     |  |
| 15.              | «Fading» | Clarkson • Kahne • Pardon • Rinman | 2:52     |  |

## El My December Tour
Clarkson anunció en su página oficial que el My December Tour empezaría el 11 de julio de 2007. La gira empezaría en Portland, Oregón, y continuaría en 37 ciudades de Estados Unidos y Canadá y después continuaría en Europa y Australia. Al despedir a su mánager, Clarkson decidió cambiar el gira a otra fecha, que es desconocida hasta ahora.
La nueva gira empezó el 10 de octubre de 2007 en Nueva York; las entradas de los primeros 3 conciertos se acabaron en solo 20 minutos.

## Posiciones
My December no sólo se convirtió en uno de los álbumes más vendidos en su primera semana, sino que se vendió más rápido que su segundo álbum Breakaway, en Estados Unidos. El álbum debutó en #2 con 300,000 copias vendidas en el Billboard 200.
No fue certificado hasta finalmente en diciembre de 2007, certificado Platino con casi 800,000 copias vendidas.
| Chart           | Posición | Certificación | Sales     |
| --------------- | -------- | ------------- | --------- |
| Mundialmente    | #1       | Platino       | 2.700.000 |
| Estados Unidos  | #2       | Platino       | 837.000   |
| Reino Unido     | #2       | Oro           | 100.000   |
| Irlanda         | #2       | Oro           | 17,500    |
| Canadá          | #2       | Platino       | 100.000   |
| Australia       | #4       | Platino       | 80.000    |
| Alemania        | #5       |               | 45.000    |
| Suiza           | #5       |               | 20.000    |
| Brasil          | #6       |               | 100.000   |
| Holanda         | #7       |               | 40.000    |
| Taiwán          | #7       |               | 50.000    |
| Nueva Zelanda   | #8       |               | 7.500     |
| Austria         | #8       | Oro           | 25.000    |
| México          | #13      |               | 18.000    |
| Dinamarca       | #17      |               | 13 000    |
| Finlandia       | #19      |               | 10.000    |
| Bélgica         | #23      |               | 5.000     |
| República Checa | #33      |               | 4.500     |
| Suecia          | #38      |               | 2.950     |
| Japón           | #42      |               | 18.000    |